# Kongescepter
Kongescepter (Pedicularis sceptrum-carolinum) er en 30-90 cm høj urt, der lever som halvsnylter på andre planter. Den er knyttet til våd næringsrig bund, f.eks. vandløbsbredder, mosekanter, enge, moser og grøftekanter. Kongescepter findes ikke i Danmark.

## Beskrivelse
Kongescepter får en 30-90 cm høj, rank og ugrenet stængel, med få og små stængelblade, som bortset fra størrelsen, har samme form som grundbladene. Grundbladene er lange, smalle og fjerlappede blade, som er samlet i en roset.
Blomsterne er gule, men rødviolet anløbne, og ca. 3 cm lange og blomstrer i juli-august. Bægeret er 5-flliget. Blomsterne er samlet i én akslingnende, endestillet klase. Klasen støttes afægformede højblade.

## Habitat
Kongescepter vokser på fugtige næringsrige lokaliteter, som enge, elvbredder, grøftekanter og kær.

## Udbredelse
Kongescpeter er udbredt i Europa og nordlige Asien. I Danmark blev Kongescepter fundet sidste gang i 1949 i et pilekrat i Vestjylland, Karstrup Å, hvor den blev fundet første gang i 1861. Det oprindelige findested blev opdyrket, men i 1925 blev den genfundet i nærheden. Da den er forsvundet her fra, betragtes den nu som Regionalt uddød (RE) på Den danske Rødliste.
Kongescpeter er ikke vurderet på IUCN's rødliste.